# 訃報 2007年11月
訃報 2007年11月（ふほう 2007ねん11がつ）では、2007年11月中に物故した、又は物故が報じられた人物についてまとめる。

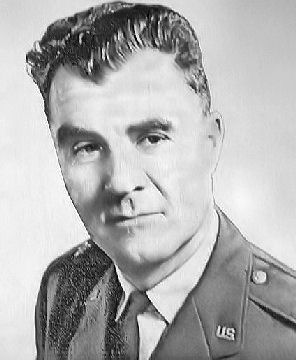
ポール・ティベッツ／11月1日没

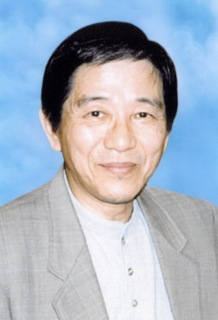
山田卓／11月2日没

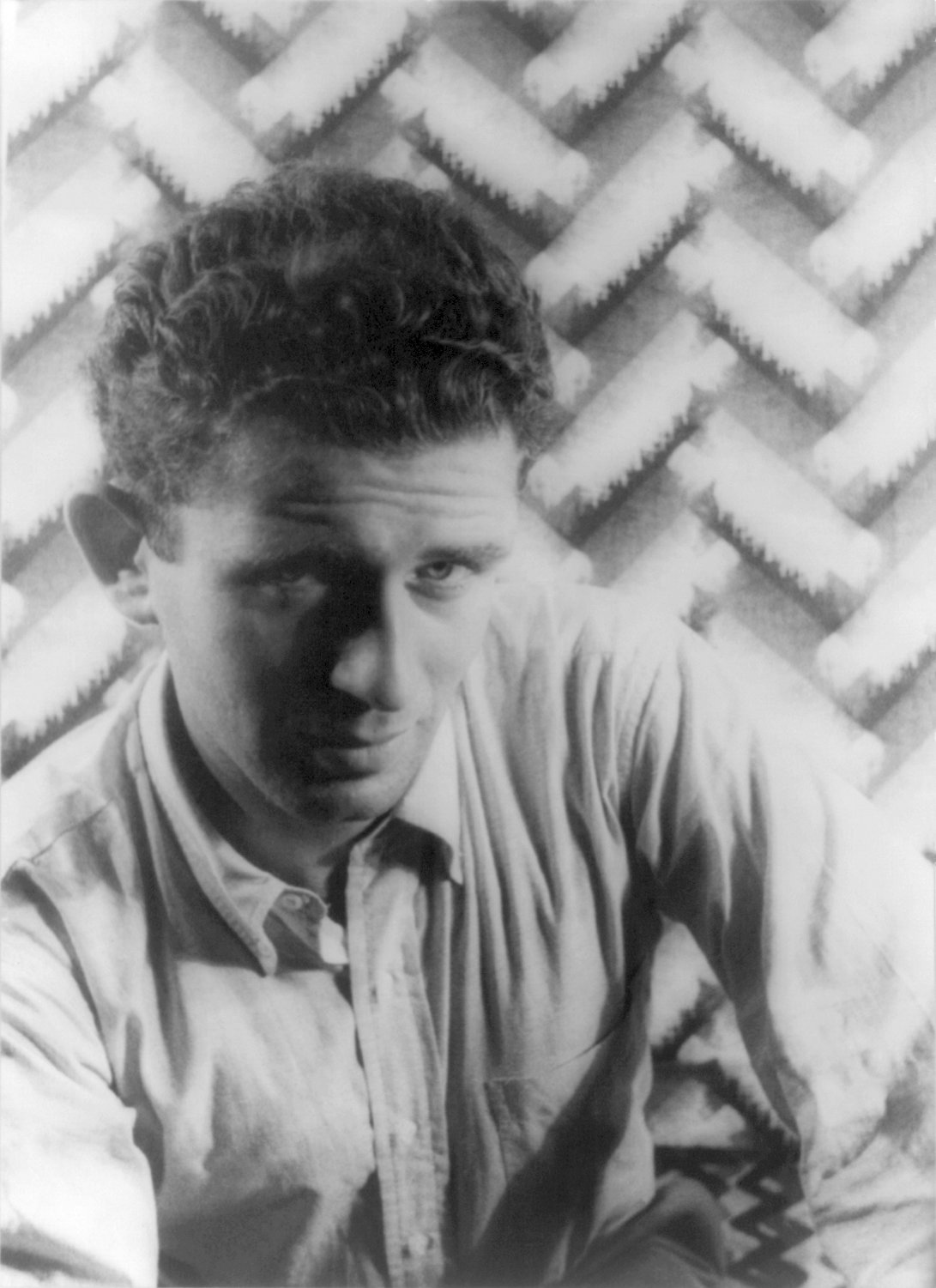
ノーマン・メイラー／11月10日没

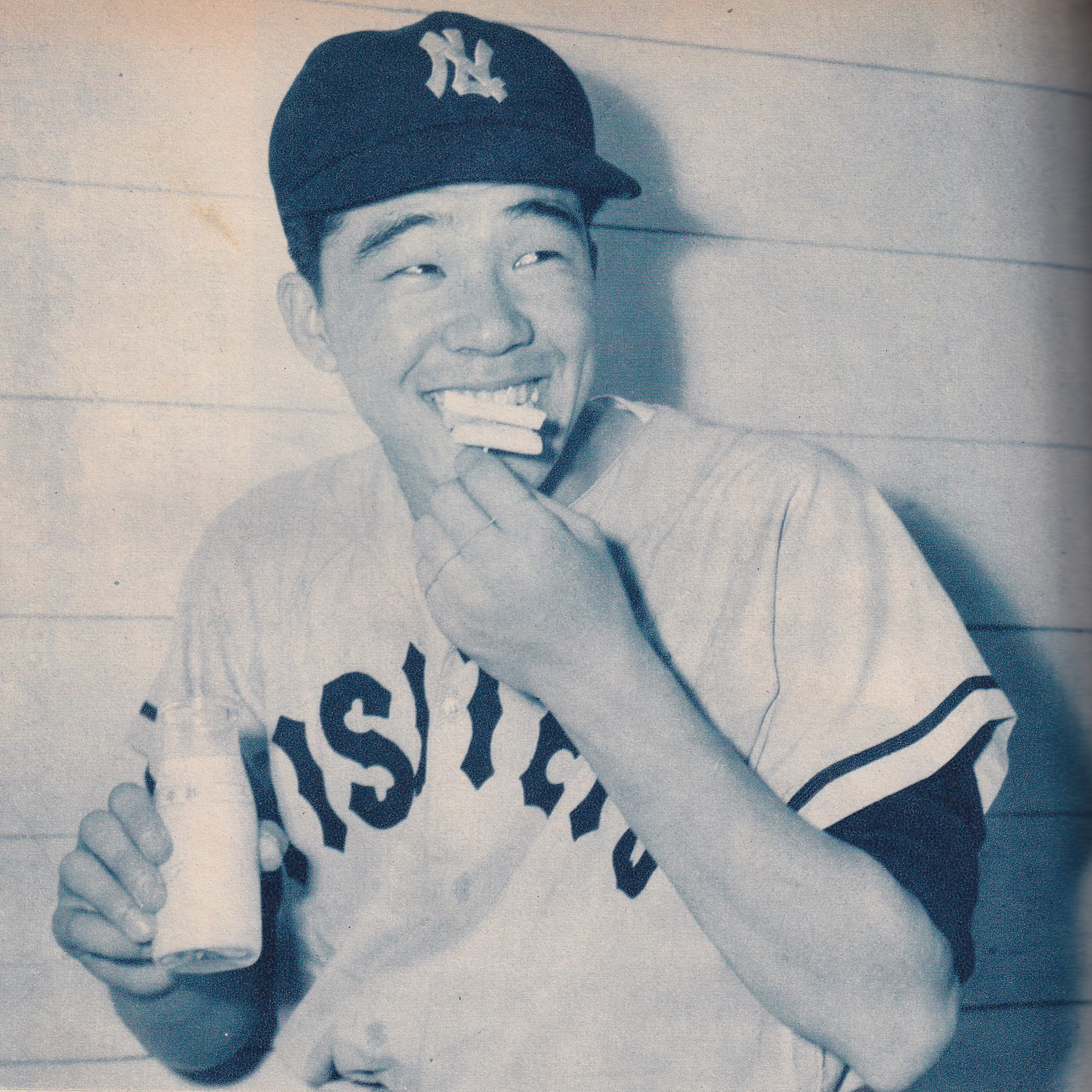
稲尾和久／11月13日没

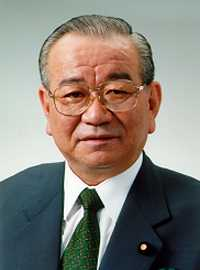
西田吉宏／11月19日没

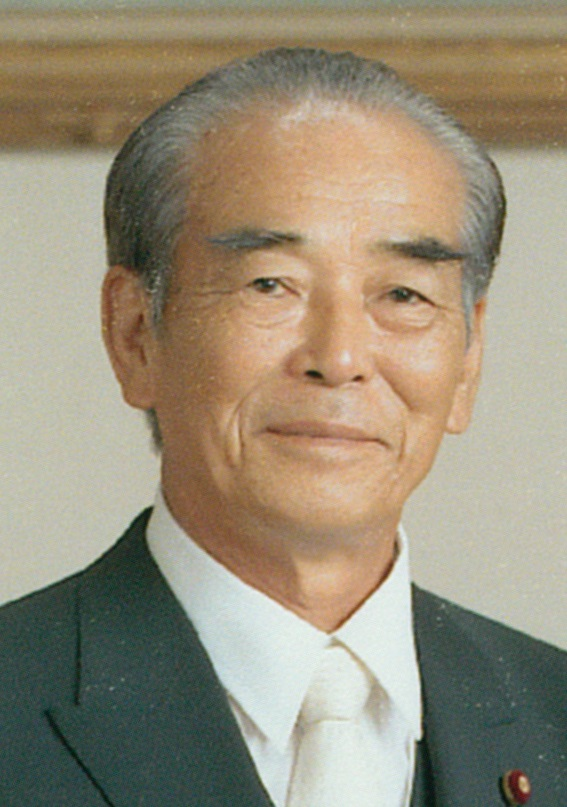
江藤隆美／11月22日没

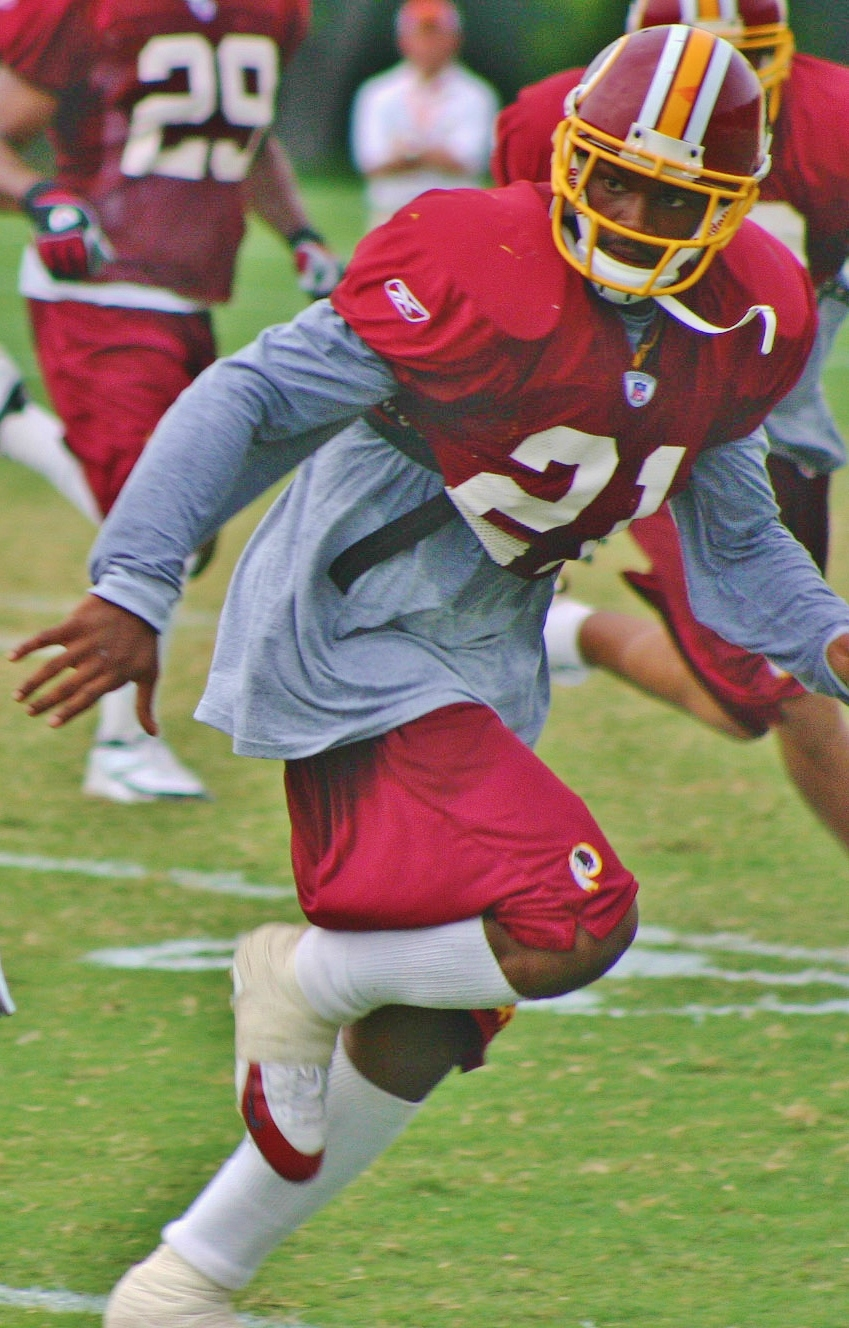
ショーン・テイラー／11月27日没

## （1日 - 15日）
- 11月1日 - ポール・ティベッツ、B-29爆撃機エノラ・ゲイ元機長（* 1915年）
- 11月1日 - 金井達蔵、横浜国立大学名誉教授（* 1916年）
- 11月1日 - 後藤喜八郎、東京都武蔵野市元市長（* 1920年）
- 11月2日 - イーゴリ・モイセーエフ（Igor Moiseyev）、ロシアのバレエダンサー・振付師（* 1906年）
- 11月2日 - 神山文男、郵政省元事務次官（* 1921年）
- 11月2日 - 谷本慶二、元三和化学研究所代表取締役社長（* 1930年?）
- 11月2日 - 山田卓、振付師（* 1931年）
- 11月2日 - ジャン・ピエール・レゲラス（Jean Pierre Reguerraz）、アルゼンチンの演劇者（* 1939年）
- 11月2日 - S・P・タミルセルバン（S.P. Thamilselvan）、タミル・イーラム解放のトラの政治部門指導者（* 1967年）
- 11月3日 - 杉山幸男、名古屋大学名誉教授、化学者（* 1915年）
- 11月3日 - 前原直樹、労働科学研究所前所長（* 1951年）
- 11月3日 - ライアン・シェイ（Ryan Shay）、アメリカ合衆国の陸上競技選手（* 1979年）
- 11月4日 - 萩原英雄、木版画家（* 1913年）
- 11月4日 - 小野義一郎、実業家（* 1918年）
- 11月4日 - シプリアン・エクウェンシ（Cyprian Ekwensi）、児童文学作家（* 1921年）
- 11月4日 - 眞山光彌、金城学院大学名誉教授（* 1928年）
- 11月4日 - 室星隆吾、体育学者、東京学芸大学名誉教授（* 1952年）
- 11月5日 - 長澤太郎、岐阜大学名誉教授（* 1916年）
- 11月5日 - ニルス・リードホルム、元プロサッカー選手、スウェーデン代表経験者（* 1922年）
- 11月6日 - 千家遂彦、出雲大社元権宮司（* 1918年）
- 11月6日 - エンツォ・ビアージ（Enzo Biagi）、ジャーナリスト（* 1920年）
- 11月7日 - 平野敬一、東京大学名誉教授（* 1924年）
- 11月7日 - 秋山巳之流、俳人（* 1941年）
- 11月7日 - 山縣喜代、聖心女子大学前学長（* 1943年）
- 11月8日 - 千紫千恵、元日本小唄連盟会長（* 1903年）
- 11月8日 - 伊神肇、囲碁棋士（* 1912年）
- 11月8日 - 津田文吾、元神奈川県知事、元TVK会長（* 1918年）
- 11月8日 - 星野芳郎、技術評論家（* 1922年）
- 11月8日 - 濱尾文郎、ローマ・カトリック枢機卿（* 1930年）
- 11月8日 - 佐藤博保、三重大学名誉教授（* 1938年）
- 11月8日 - 石野見幸、ジャズ歌手（* 1972年）
- 11月9日 - 松下和則、東京大学名誉教授（* 1919年）
- 11月9日 - 天城一、推理作家、数学者（* 1919年）
- 11月9日 - 上田政雄、京都大学名誉教授（* 1922年）
- 11月9日 - ルイス・エレラ・カンピンス（Luis Herrera Campins）、元ベネズエラ大統領（* 1925年）
- 11月9日 - 竹本貴大夫、文楽師（* 1948年）
- 11月10日 - ノーマン・メイラー、ノンフィクション作家（* 1923年）
- 11月10日 - 紫垣達郎、映画プロデューサー（* 1934年）
- 11月10日 - 成宮明光、日本中央競馬会美浦トレーニングセンター元調教師（* 1935年）
- 11月10日 - 吉田敬義、大阪大学教授（* 1950年）
- 11月11日 - 礒喜子二、第一実業株式会社元社長（* 1912年）
- 11月11日 - 林田悠紀夫、元京都府知事、法務大臣（* 1915年）
- 11月11日 - 中山武欧、中山式産業社長（* 1918年）
- 11月11日 - 豊澤雛代、三味線師（* 1921年）
- 11月11日 - 関本忠弘、日本電気株式会社元会長・社長（* 1926年）
- 11月11日 - 廣岡治哉、法政大学名誉教授（* 1927年）
- 11月11日 - 草薙幸二郎、俳優（* 1929年）
- 11月11日 - 永田貴子、作詞家（* 1936年）
- 11月11日 - ニック岡井、ダンサー、DJ（* 1947年）
- 11月12日 - アイラ・レヴィン、小説家、推理作家（* 1929年）
- 11月12日 - 木内稔、劇作家（* 1941年）
- 11月13日 - 三宮武夫、日本曹達元社長（* 1921年）
- 11月13日 - 風倉匠、前衛芸術家（* 1936年）
- 11月13日 - 稲尾和久、元プロ野球選手、元西鉄・太平洋・ロッテ監督、野球解説者、野球評論家（* 1937年）
- 11月13日 - ロバート・テイラー、陸上競技選手、ミュンヘンオリンピック米国代表（* 1948年）
- 11月15日 - 飯田正、競走馬生産牧場オーナー（* 1927年）
- 11月15日 - ジョー・ナックスホール、シンシナティ・レッズ元投手（* 1928年）
- 11月15日 - アーザール・ハビブ、アラブ演歌歌手（* 1945年）
- 11月15日 - 桂南八、上方落語家（* 1946年）
- 11月15日 - 待井寛、フリースタイル・スキー元五輪日本代表選手（* 1966年）

## （16日 - 30日）
- 11月16日 - 浅野修、日本新聞協会元専務理事（* 1930年）
- 11月16日 - 沼澤洽治、東京工業大学名誉教授（* 1933年）
- 11月17日 - 上野公夫、中外製薬名誉会長（* 1919年）
- 11月17日 - 成田千空、俳人（* 1921年）
- 11月17日 - 中野仁、中京銀行元頭取（* 1921年）
- 11月18日 - エリー・バインホルン、ドイツの空軍飛行士（* 1907年）
- 11月18日 - 竹本素京、女流義太夫（* 1914年）
- 11月19日 - サボー・マグダ、小説家（* 1917年）
- 11月19日 - 西田吉宏、元自由民主党参議院議員、京都府議会議長（* 1934年）
- 11月20日 - イアン・スミス、元ローデシア共和国首相（* 1919年）
- 11月20日 - 古茂田美津子、洋画家（* 1921年）[1]
- 11月20日 - 三沢郷、作曲家（* 1928年）
- 11月21日 - 金子正且、映画プロデューサー（* 1918年）
- 11月21日 - フェルナンド・フェルナン・ゴメス、スペインの俳優（* 1921年）
- 11月21日 - アンドリュー・フォルディ（Andrew Foldi）、アメリカ合衆国のオペラ歌手（* 1926年）
- 11月21日 - リチャード・リー（Richard Leigh）、アメリカ合衆国の小説家（* 1943年）
- 11月22日 - 江藤隆美、元自由民主党代議士、元総務庁長官・運輸大臣・建設大臣（* 1925年）
- 11月22日 - 伊藤礼太郎、彫刻家（* 1925年）
- 11月22日 - モーリス・ベジャール、フランスのバレエ振付師（* 1927年）
- 11月23日 - 大谷一二、サッカー日本代表元選手、東洋紡績株式会社元社長（* 1912年）
- 11月23日 - 児島英一、近畿日本ツーリスト株式会社元社長（* 1922年）
- 11月23日 - ウラジーミル・アレクサンドロヴィッチ・クリュチコフ、ソビエト連邦国家保安委員会議長（* 1924年）
- 11月23日 - ジョー・ケネディ（Joe Kennedy）、アメリカ合衆国メジャーリーグベースボール投手（* 1979年）
- 11月24日 - 星川光正、医師、元皇室医務主管（* 1915年）
- 11月24日 - 真部一男、将棋棋士（* 1952年）
- 11月25日 - 吉井重雄、住友精密工業株式会社元社長（* 1912年）
- 11月25日 - 亀沢深雪、作家（* 1929年）
- 11月25日 - ケヴィン・ダブロウ、ヘヴィメタルバンド『クワイエット・ライオット』のボーカル（* 1955年）
- 11月26日 - 宮嶋龍興、筑波大学元学長（* 1916年）
- 11月26日 - スタンレー・ソーン（Stanley Thorne）、イギリスの政治家（労働党所属）（* 1918年）
- 11月26日 - 磯村隆文、元大阪市長（* 1930年）
- 11月26日 - ビル・ハータック、 アメリカ合衆国の競馬騎手（* 1933年）
- 11月26日 - 磯野怜子、日本画家（* 1936年）
- 11月26日 - ロベルト・デル・ジュディーチェ（Roberto Del Giudice）、イタリアの俳優（* 1940年）
- 11月27日 - 鵜川昇、 桐蔭学園理事長（* 1920年）
- 11月27日 - ビル・ウィリス（Bill Willis）、アメリカ合衆国の元NFL選手（* 1921年）
- 11月27日 - 根本武夫、元横浜防衛施設局長（* 1925年）
- 11月27日 - ロバート・ケード、フロリダ大学医学部教授、スポーツドリンク『ゲータレード』開発者（* 1927年）
- 11月27日 - セシル・ペイン（Cecil Payne）、アメリカ合衆国のジャズ音楽家（* 1927年）
- 11月27日 - ニコデマス・キリマ（Nicodemus Kirima）、ケニアのカトリック大司教（* 1936年）
- 11月27日 - 和田龍幸、日本経団連初代事務総長（* 1937年）
- 11月27日 - ショーン・テイラー、ナショナル・フットボール・リーグ選手（* 1983年）
- 11月28日 - 河地重蔵、大阪市立大学名誉教授（* 1928年）
- 11月28日 - 高木重男、自衛隊体育学校元校長（* 1931年）
- 11月28日 - トニー・ホランド（Tony Holland）、大英帝国の劇作家（* 1940年）
- 11月29日 - ヘンリー・ハイド（Henry Hyde）、元アメリカ合衆国下院議員（* 1924年）
- 11月29日 - ロジャー・ボーナム・スミス（Roger Bonham Smith）、元ゼネラルモーターズ会長・CEO（* 1925年）
- 11月29日 - ラルフ・ビアード（Ralph Beard）、アメリカ合衆国のバスケットボール選手（* 1927年）
- 11月29日 - ジェーン・ロートン（Jane Lawton）、アメリカ合衆国メリーランド州議会議員（* 1944年）
- 11月29日 - 小口健二、芸能プロダクションフロム・ファーストプロダクション社長（* 1947年）
- 11月30日 - ジャンヌ・ベイツ（Jeanne Bates）、アメリカ合衆国の女優（* 1918年）
- 11月30日 - 笹田和子、声楽家（* 1921年）
- 11月30日 - シーモア・ベンザー、カリフォルニア工科大学名誉教授（* 1921年）
- 11月30日 - フランソワ＝グザヴィエ・オルトリ、フランスの元閣僚、欧州共同体元委員長（* 1925年）
- 11月30日 - 平井イサク、翻訳家（* 1929年）
- 11月30日 - ジム・ネスビット（Jim Nesbitt）、アメリカ合衆国のカントリー歌手（* 1931年）
- 11月30日 - エベル・クニーベル（Evel Knievel）、アメリカ合衆国のスタントマン（* 1938年）
- 11月30日 - エンギン・アリク（Engin Arık）、トルコの物理学者（* 1948年）